# Purpuricenus nabateus
Purpuricenus nabateus là một loài bọ cánh cứng trong họ Cerambycidae.